# Radio Corporation of America
The Radio Corporation of America eller RCA var ett amerikanskt bolag grundat 17 oktober 1919 ur American Marconi och med patent från General Electric, Westinghouse med flera. Bolaget, namnändrat 1969 till RCA Corporation, köptes av General Electric 1986. Konsumentelektronikdelen såldes till Thomson 1987. Varumärket RCA licensieras av Thomson till flera företag bland annat Sony for RCA Records.
Dess skivbolag (RCA hade 1929 köpt upp Victor Talking Machine Company) har varit framgångsrikt. Det var dock på fallrepet när dess stora stjärna, Elvis Presley, plötsligt avled 1977. Hans bortgång ska ha räddat RCA, genom den ökade skivförsäljningen.
RCA Camden var ett budgetmärke som främst användes till att återutge material, som RCA redan givit ut under andra etiketter.
RCA är även namnet på den kabelstandard som är vanlig på bland annat vinylspelare, förstärkare, ljudkort och annan HiFi-utrustning, initierad av bolaget med samma namn.